# 369010 Ira
369010 Ira este o planetă minoră (asteroid) din centura de asteroizi. A fost descoperită pe 18 iulie 2007 la Simeiizka observatoria⁠(d) de . 
Obiectul prezintă o orbită caracterizată de o semiaxă mare de 3,1429196200495 UAi, o excentricitate de 0,31664400012315, o înclinație de 20,48483809923 ° în raport cu ecliptica.